# Robert Bauer (futebolista)
Robert Bauer (Pforzheim, 9 de abril de 1995) é um futebolista alemão que atua como zagueiro. Atualmente defende o Buriram United.

## Carreira

### Rio 2016
Robert Bauer fez parte do elenco da Seleção Alemã de Futebol nas Olimpíadas de 2016.